# Фарр, Жан Жозеф Фредерик Альбер
Жан Жозеф Фредерик Альбер Фарр (фр. Jean Joseph Frédéric Albert Farre; 5 мая 1816, Валанс, — 24 марта 1887, Париж) — французский генерал, военный министр Франции, сенатор.

## Биография
Образование получил в Парижской политехнической школе и Мецской инженерной школе. Выпущен в армию в 1839 году. В 1843 году произведён в капитаны.
В 1853—1859 годах служил в Алжире, 12 июня 1856 года за отличия против арабов награждён орденом Почётного легиона. После Итальянской кампании 1859 года Фарр в течение пяти лет командовал инженерами во французском оккупационном корпусе в Папской области. В 1868 году произведён в полковники.
С началом франко-прусской войны Фарр находился в Меце, после капитуляции маршала Базена он сумел не попасть в плен, бежать и пробиться к французской Северной армии. В Лилле он занимался спешным формированием пополнения для терпящей поражения французской армии. 31 октября он получил в командование новосформированный корпус и в сражении при Амьене 27 ноября потерпел поражение.
По окончании войны с Германией Фарр вновь оказался в Алжире, где командовал всеми инженерными войсками. 31 декабря 1872 года награждён командорским крестом ордена Почётного легиона. В 1875 году произведён в дивизионные генералы.
29 декабря 1879 года Фарр, при формировании кабинета Фрейсине, был назначен военным министром. После ухода Фрейсине Фарр был одним из немногих министров, сохранивших свой пост. В 1881 году Фарр крайне неудачно занимался приготовлениями к Тунисской экспедиции, и 13 сентября 1881 года он вынужден был выйти в отставку. Он стал заседать в Сенате, в который он был назначен ещё 25 ноября 1880 года.
Скончался 24 марта 1887 года в Париже.
Награды
Орден Почётного легиона:
- Великий офицер (14 июля 1880)
- Командор (31 декабря 1872)
- Офицер (12 марта 1862)
- Кавалер (12 июня 1856)